# Pintor de Dirce

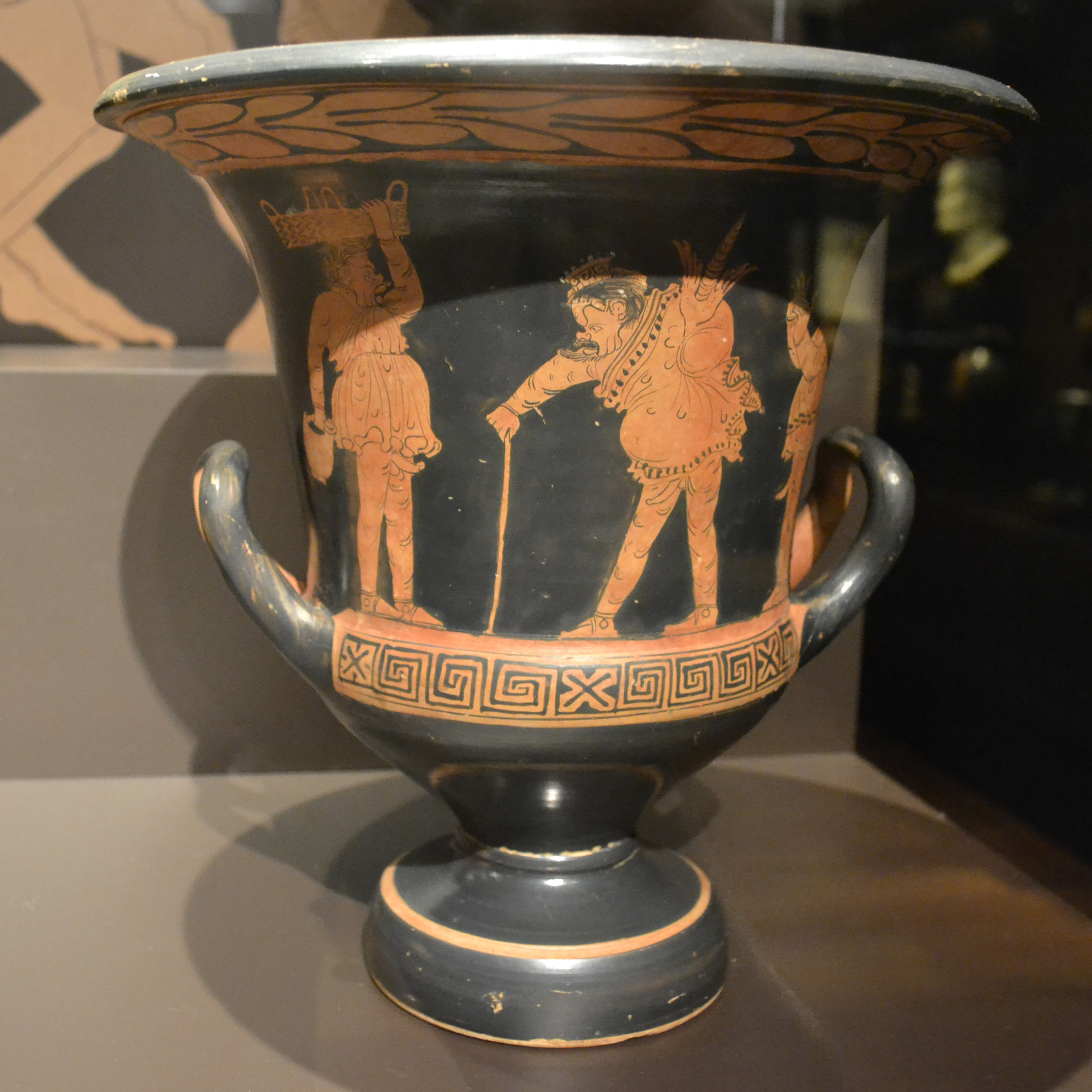
Crátera de cáliz campana de figuras rojas que representa una escena de la farsa flíaca, Pintor de Dirce, c. 380-360 a. C. Museo Arqueológico Nacional de Madrid.

Pintor de Dirce es el nombre convenido de un pintor griego de vasos de figuras rojas activo en el primer cuarto del siglo IV a. C. Se desconoce el verdadero nombre del Pintor Dirké, destacado pintor de vasos siciliano. Los investigadores le han dado el nombre por su pintura de figuras rojas de Dirce, que decora una |crátera de cáliz en Berlín (Berlín, Antikenmuseen F 3296), datada alrededor del 380 a. C. Probablemente estuvo activo en Siracusa. El arqueólogo clásico neozelandés Arthur Dale Trendall le atribuye 22 vasos, en su mayoría cráteras de campana o de cáliz. Los jvasos con un perfil más delgado y elegante y un pie pronunciado (más grueso) eran típicos del taller de él. La mayoría de sus vasos conservados se encontraron en Sicilia.
Trendall lo ha descrito como «un artista de considerable importancia no solo porque estableció ciertos cánones de decoración de vasos que fueron adoptados por otros artistas sicilianos, sino también como el principal "antepasado" de la pintura de vasos temprana de Paestum y Campania» (se le considera el codificador del estilo siciliano).
También aportó profundidad dramática a sus pinturas de vasos. Una crátera de cáliz de figuras rojas en Berlín, que representa la escena final de la tragedia fragmentaria de Eurípides, Antíope, es notable por su fiel representación. A la izquierda de la pintura del vaso yace el cuerpo de Dirce, pisoteado hasta la muerte por un toro. A la derecha hay un arco enmarcado, del que cuelga una piel de pantera; las ramas que crecen desde el arco y el suelo rocoso parecen indicar que se trata de una especie de sencilla vivienda en una cueva (en la obra de Eurípides, Antíope, la vivienda del pastor también se conoce como cueva). En el arco, los jóvenes gemelos Anfión y Zeto han desenvainado espadas y están a punto de matar a Lico, que está arrodillado. Una mujer, probablemente su madre Antíope huye despavorida. Finalmente, la figura central superior es el dios Hermes con su caduceo (un bastón envuelto en serpientes, cuya mayor parte de la pintura blanca se ha perdido). De hecho, toda la escena representada se acerca inusualmente a esta obra, ampliamente conocida, ya que su texto (ligeramente dañado) se ha conservado en un fragmento del papiro (Papiro de Oxirrinco 68 3317.